# Чунское муниципальное образование
Чунское муниципальное образование — муниципальное образование со статусом городского поселения в Чунском районе Иркутской области России. Административный центр — рабочий посёлок Чунский.

## Населённые пункты
В состав муниципального образования входят населённые пункты
- Чунский
- Мироново[3]

## Население
| 2010    | 2011    | 2012    | 2013    | 2014    | 2015    | 2016    |
| ------- | ------- | ------- | ------- | ------- | ------- | ------- |
| 14 997  | ↘14 936 | ↘14 790 | ↘14 618 | ↘14 377 | ↘14 267 | ↘14 215 |
| 2017    | 2021    |         |         |         |         |         |
| ↘14 135 | ↘13 554 |         |         |         |         |         |